# Ruta Estatal de Nevada 278
La Ruta Estatal de Nevada 278, y abreviada SR 278 (en inglés: Nevada State Route 278) es una carretera estatal estadounidense ubicada en el estado de Nevada. La carretera inicia en el Sur desde la US 50     en Eureka hacia el Norte en la I 80     en Carlin. La carretera tiene una longitud de 140,9 km (87.571 mi).

## Mantenimiento
Al igual que las autopistas interestatales, y las rutas federales y el resto de carreteras estatales, la Ruta Estatal de Nevada 278 es administrada y mantenida por el Departamento de Transporte de Nevada por sus siglas en inglés Nevada DOT.